# Gianluca Capozzi
Gianluca Capozzi (Napoli, 30 marzo 1975) è un cantautore italiano.

## Biografia
Appartiene a una famiglia presente da oltre sessant'anni nella canzone napoletana. È figlio del cantante Lino Capozzi, nipote dei cantanti Mario Trevi, Franco Moreno, Stefano Fany e Franco Sereno, cugino dei cantanti Salvatore Capozzi, Mimmo Moreno, Tony Mariano, dell'attrice Simona Capozzi, del regista Salvatore Architravo.
Comincia la sua carriera artistica a 17 anni come cantante da piano bar. Nel 1996, appoggiato dalla casa discografica Zeus Record, decide di realizzare il suo primo disco da cantautore intitolato A spasso nell'anima, che raggiunge buoni risultati nel mercato campano vendendo circa 10 000 copie in pochi mesi.
Gli esiti del disco gettano le basi per il secondo album, che si concretizza nel 1998, con Sono come sono, disco che raggiunge le 25 000 copie vendute nei primi sei mesi.
Con l'arrivo del disco Ogni giorno di più sfiora le 35 000 copie vendute.
L'artista comincia quindi ad apparire in programmi su tv Rai e Mediaset come: Cominciamo bene (Rai 3), La vita in diretta (Rai 1), Inviato speciale (Italia 1), In famiglia (Rai 2), L'alieno (Italia 1), Lucignolo (Italia 1) e altri.
Passa con la BRC Italia, con la quale nel 2002 pubblica Sarò musica, dal quale è estratto il singolo Resta, brano tra i più rappresentativi del cantautore.
Nel gennaio del 2006 viene pubblicato l'album Sei, realizzato in collaborazione col fratello Massimiliano.
Nel maggio 2008 esce il video della canzone Io ci sarò presentato ai propri fan durante un concerto al Palapartenope.
Nel giugno 2009 viene lanciato il nuovo brano Di te. Nello stesso anno compare, vestendo i panni di un poliziotto, nella serie televisiva La nuova squadra (8ª puntata).
Nel mese di dicembre dello stesso anno esce il brano E poi arrivi tu pubblicato da Gianluca per partecipare alla selezione Nuova generazione del Festival di Sanremo 2010.
Il 25 maggio 2010 è uscito il suo nuovo album, E poi arrivi tu che ha debuttato alla posizione numero 29 della classifica ufficiale FIMI.
Il 23 luglio dello stesso anno partecipa al Venice Music Awards (andato in onda su Rai 2), esibendosi con il brano Era ieri; dopo l'esibizione riceve il Premio Special Comune di Venezia.
Nel giugno 2012 è uscito il singolo Tornerai, acquistabile su iTunes, che anticipa il nuovo album.
Il 22 febbraio 2013 è uscito il singolo Cade, acquistabile su iTunes.
Il 28 gennaio 2014 è uscito il suo nuovo album Tra le cose che ho, album realizzato tra Salerno, Napoli, Milano e Stoccolma.
Il 20 agosto 2015 si esibisce in concerto a Sapri, alla settima edizione di Sapri anni 60. Partecipa alla manifestazione con Mario Trevi, Sal da Vinci, Pupo, Fausto Leali, Tony Tammaro, I Ditelo voi e Massimo Ranieri.
Tra la fine del 2015 e nel 2016 escono nuovi singoli che anticipano l'album: Te regalo 'o core, Guardame, Nun è maje stato ammore e Amami a modo mio.
Nel 2017 scrive il testo di Lasciarmi andare cantata da Silvia Mezzanotte e a giugno esce il nuovo singolo Sai, che anticipa l'album "La metà di un viaggio".
Nel 2019 a gennaio incide il nuovo singolo "M'annammoro ancora e te" seguito da "Parlo e te" mentre a dicembre "Ho fatto un sogno". Nel febbraio 2020 pubblica il singolo Porque insieme a Raf MC.

## Discografia
- 1994 - Tra musica e poesia (Zeus Record)
- 1996 - A spasso nell'anima (Zeus Record)
- 1998 - Sono come sono (Zeus Record)
- 2000 - Ogni giorno di più (Zeus Record)
- 2002 - Da ieri a sempre (Zeus Record)
- 2002 - Sarò musica (BRC Italia)
- 2005 - Parlerai di me (Zeus Record)
- 2006 - Sei (BRC Italia)
- 2010 - E poi arrivi tu (Edel)
- 2014 - Tra le cose che ho (Rosso al Tramonto)
- 2017 - La metà di un viaggio (Zeus Record)